# Herpestes brachyurus
Herpestes brachyurus är en däggdjursart som beskrevs av Gray 1837. Herpestes brachyurus ingår i släktet Herpestes och familjen manguster. IUCN kategoriserar arten globalt som livskraftig.
Arten blir 38 till 44,5 cm lång (huvud och bål) och har en 20,5 till 25 cm lång svans. Bakfötterna är 7,5 till 9 cm långa. Pälsen har på ovansidan en svartbrun färg med flera fina inblandade ljusbruna eller orange hår. På huvudet och på savens är pälsen lite ljusare. På undersidan förekommer en ljusbrun haka och strupe.
Denna mangust förekommer i Sydostasien. Utbredningsområdet sträcker sig från södra Malackahalvön över Borneo, Sumatra, västra Filippinerna och några mindre öar i regionen. I bergstrakter når arten 1500 meter över havet. Habitatet utgörs av skogar, ofta nära vattendrag. Herpestes brachyurus uppsöker även trädodlingar. Den föredrar tätare växtlighet än andra manguster i samma region.
Djuret är aktiv på dagen och den går främst på maken. Herpestes brachyurus äter olika ryggradslösa djur samt några små ryggradsdjur.
När honan inte är brunstig lever varje vuxen exemplar ensam. Några individer iakttogs klättrande i växtligheten.

## Underarter
Arten delas in i följande underarter:
- H. b. brachyurus
- H. b. hosei
- H. b. javanensis
- H. b. palawanus
- H. b. parvus
- H. b. sumatrius